# 548

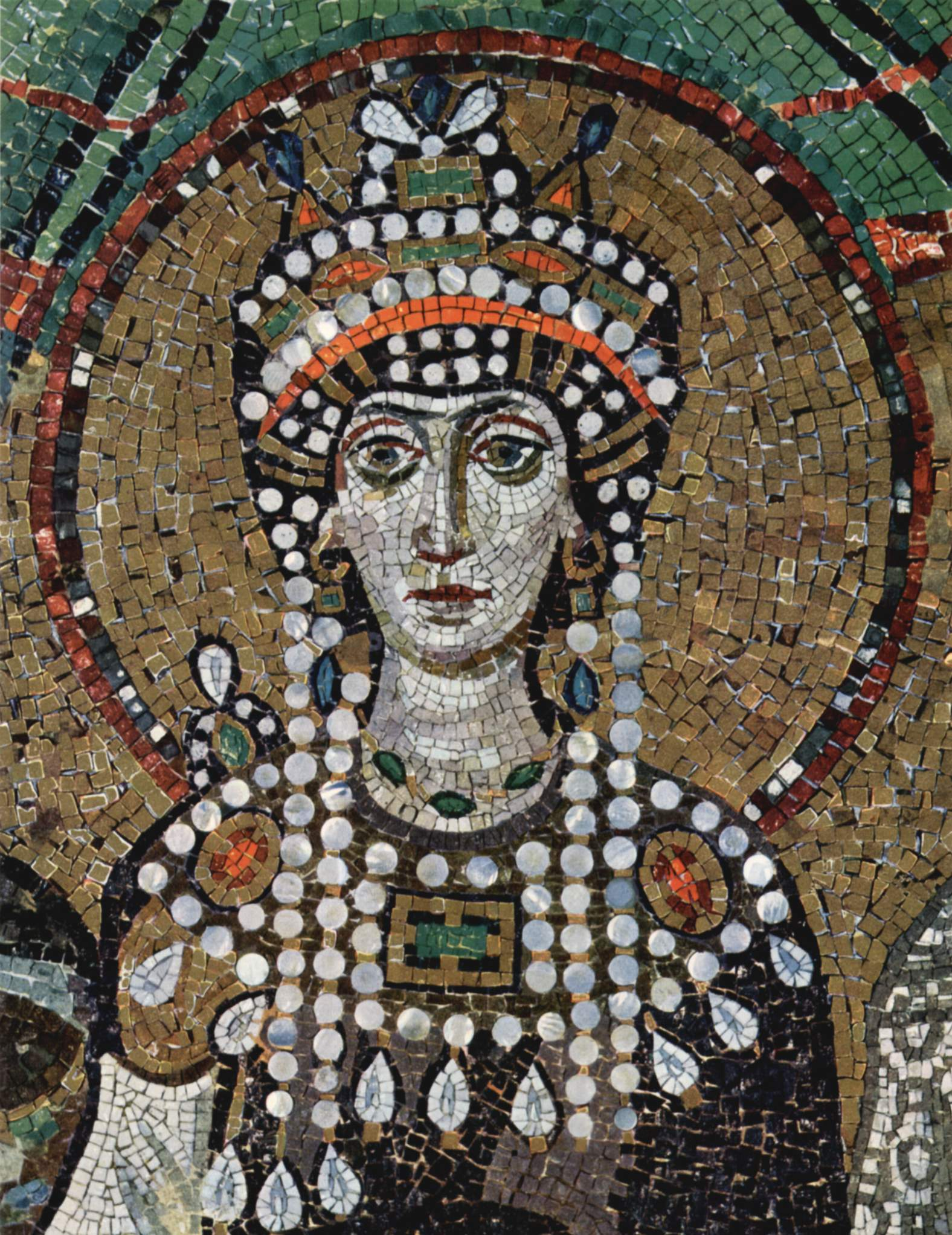
Keizerin Theodora I (ca. 500-548), mozaïek in Ravenna

Het jaar 548 is het 48e jaar in de 6e eeuw volgens de christelijke jaartelling.

## Gebeurtenissen

### Byzantijnse Rijk
- Keizer Justinianus I roept Belisarius opnieuw terug naar Constantinopel en benoemt zijn "collega" generaal Narses tot opperbevelhebber van het Byzantijnse leger in Italië.
- De opstandige Moren in Tripolitania (huidige Libië) worden door de Byzantijnen onderworpen. De "Limes Tripolitanus" wordt als rijksgrens van het Byzantijnse Rijk hersteld.
- Lazica verandert opnieuw van partij, van de Sassaniden terug naar de Byzantijnen. Een Byzantijns leger helpt de Lazica de Sassaniden te verjagen.

### Europa
- Garibald I wordt hertog van Beieren. Hij is de eerst bekende hertog van Beieren. Hij trouwt met Waldrada en versterkt de goede verstandhouding met de Longobarden. (waarschijnlijke datum)

### Azië
- Tijdens de Liang-dynastie breekt er in het Chinese Keizerrijk een opstand uit. De hoofdstad Nanking wordt door een Toba leger geplunderd. (waarschijnlijke datum)
- Vroegere Ly-dynastie: Na het overlijden van Ly Nam De laat generaal Trieu Viet Vuong (r. 548-602) zich tot keizer van Vietnam uitroepen.

## Vroegchristelijke bouwkunst
- Het Katharinaklooster, op het schiereiland Sinaï (Egypte), wordt gesticht. (waarschijnlijke datum)
- 19 april - De basiliek van San Vitale in Ravenna wordt ingewijd.

## Overleden
- Ly Nam De, keizer van Vietnam
- Parthenius, hofmeier van Austrasië
- 28 juni - Theodora I, keizerin van het Byzantijnse Rijk
- Theodebert I, koning van Austrasië (of 547)
- Theudis, koning van de Visigoten
- Valentinianus van Chur, Zwitsers bisschop